# 喜久田町
喜久田町（きくたまち）は福島県郡山市にある町。かつては福島県中通り中部、安積郡に属していた喜久田村だった。

## 概要
明治時代初期までは水利が悪い丘陵地帯であったが、明治維新による士族救済の国家プロジェクト安積原野開拓により安積疏水灌漑が開始されてから農業が盛んとなる。
郡山市との合併後に東北自動車道が開通し、郡山IC・郡山ジャンクションが喜久田町地域に設置された事から、交通の要所である郡山市の高速道路における十字路がある重要な地域となった。

## 地理
- 河川：五百川、藤田川

## 歴史

### 年表
- 1898年（明治31年）7月26日 - 掘ノ内駅（現在の喜久田駅）が開業。
- 1953年（昭和28年）5月18日 - 国道115号（現在の国道49号）が制定。
- 1954年（昭和29年）11月1日 - 富田村の一部地域を編入合併した。
- 1965年（昭和40年）5月1日 - 郡山市が喜久田村を含む安積郡全町村、田村郡田村町と新設合併を行ったことで郡山市の一部となる。

### 行政区域変遷
- 変遷の年表

| 喜久田村村域の変遷（年表） | 喜久田村村域の変遷（年表） | 喜久田村村域の変遷（年表） |
| 年                         | 月日                       | 旧喜久田村村域に関連する行政区域変遷 |
| -------------------------- | -------------------------- | --- |
| 1889年（明治22年）         | 4月1日                     | 町村制施行に伴い、以下の村がそれぞれ発足。 - 喜久田村 ← 堀之内村・前田沢村・早稲原村 - 富田村 ← 富田村単独で村制施行                                |
| 1954年（昭和29年）         | 11月1日                    | 富田村の一部は喜久田村に編入。 |
| 1965年（昭和40年）         | 5月1日                     | 熱海町は郡山市と安積郡富久山町・日和田町・熱海町・安積町・逢瀬村・片平村・ 三穂田村・湖南村と田村郡田村町とともに合併し郡山市が発足。熱海町は消滅。 |

- 市制・町村制以前の変遷表

| 市制町村制以前の喜久田村村域の変遷表 | 市制町村制以前の喜久田村村域の変遷表 | 市制町村制以前の喜久田村村域の変遷表 | 市制町村制以前の喜久田村村域の変遷表 | 市制町村制以前の喜久田村村域の変遷表 |
| 1868年 以前                          | 1868年 以前                          | 明治元年 - 明治22年                  | 明治元年 - 明治22年                  | 明治22年 4月1日                      |
| ------------------------------------ | ------------------------------------ | ------------------------------------ | ------------------------------------ | ------------------------------------ |
|                                      | 堀之内村                             | 明治9年 喜久田村の一部               | 明治12年 堀之内村                    | 喜久田村                             |
|                                      | 前田沢村                             | 明治9年 喜久田村の一部               | 明治12年 前田沢村                    | 喜久田村                             |
|                                      | 早稲原村                             | 明治9年 喜久田村の一部               | 明治12年 早稲原村                    | 喜久田村                             |
|                                      | 富田村                               | 富田村                               | 富田村                               | 富田村                               |

- 市制・町村制以後の変遷表

|  | 堀之内村     | 喜久田村      | 喜久田村                 | 昭和40年5月1日 郡山市 | 郡山市 | 郡山市 |
|  | 前田沢村     | 喜久田村      | 喜久田村                 | 昭和40年5月1日 郡山市 | 郡山市 | 郡山市 |
|  | 早稲原村     | 喜久田村      | 喜久田村                 | 昭和40年5月1日 郡山市 | 郡山市 | 郡山市 |
|  | 富田村の一部 | 富田村 の一部 | 昭和29年11月1日 喜久田村 | 昭和40年5月1日 郡山市 | 郡山市 | 郡山市 |

## 人口・世帯

### 人口
総数 [単位： 人]
| 2010年（平成22年） | 10,999 |
| 2015年（平成27年） | 11,679 |

### 世帯
総数 [単位： 世帯]
| 2010年（平成22年） | 3,554 |
| 2015年（平成27年） | 3,930 |

## 行政

### 県管轄の機関
- 郡山北警察署喜久田駐在所

### 市管轄の機関
- 喜久田行政センター
- 郡山地方広域消防組合 郡山消防署喜久田分署
- 喜久田スポーツ広場

## 交通

### 鉄道
- 磐越西線：喜久田駅

### 路線バ ス
- 福島交通により運行されている。

### 道路
- 高速道路
  - 東北自動車道：郡山IC・郡山ジャンクション
- 一般国道
  - 国道49号
- 県道
  - 福島県道29号長沼喜久田線
  - 福島県道55号郡山矢吹線
  - 福島県道296号荒井郡山線
  - 福島県道357号岩根日和田線

## 産業

### 農業
- 田畑が広がる

### 工業
- エイチワン郡山製作所が立地

### 商業
- 南東北総合卸センター
- ザ・ビッグ喜久田店
- ブイチェーン喜久田東原店
- トライアルマート喜久田店

上記の他にも喜久田駅周辺に商店街、国道49号と福島県道296号荒井郡山線の一部沿線にロードサイド店舗が所在する。

## 教育
小学校
- 郡山市立喜久田小学校 - 旧喜久田村立喜久田小学校1890年（明治23年）創立。

中学校
- 郡山市立喜久田中学校 - 旧喜久田村時代の1947年（昭和22年）喜久田村立喜久田中学校として創立。

## 名所・旧跡・観光スポット・祭事・催事

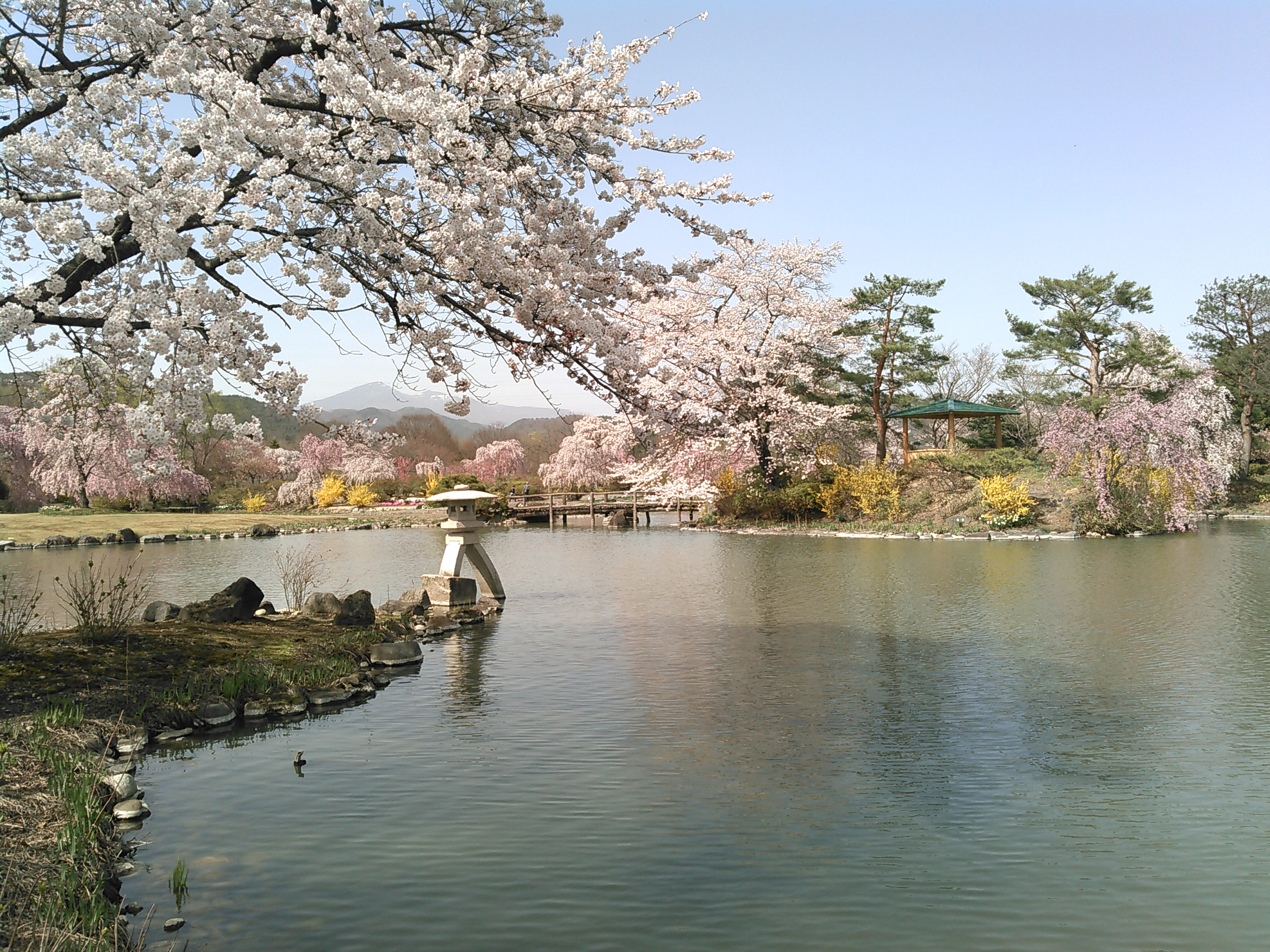
四季の里緑水苑

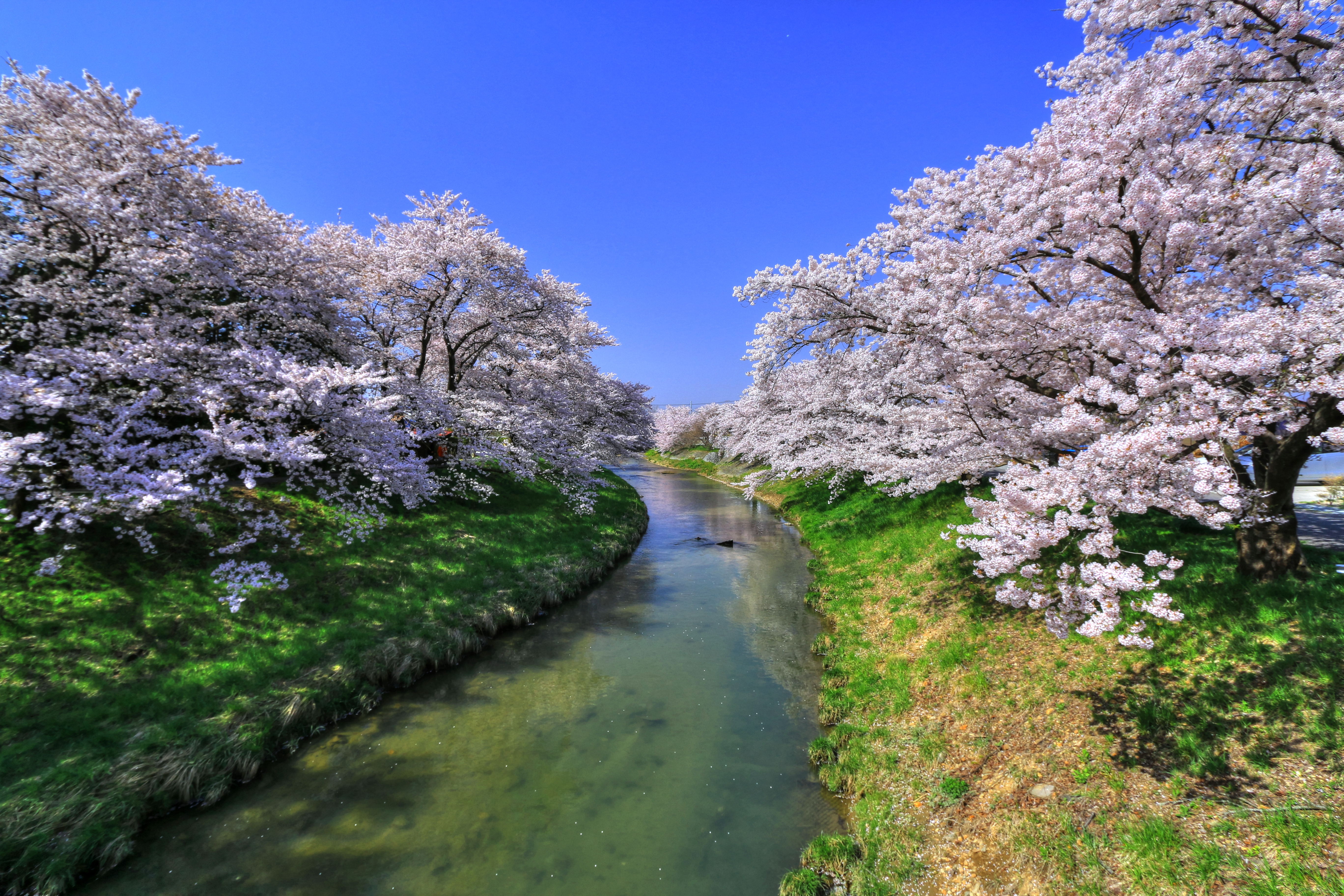
藤田川ふれあい桜

- 宇倍神社 - 旧鳥取藩士族が開拓入植した際に郷里の鳥取にある宇倍神社の分祠として設けられた。
- 隠津島神社
- 四季の里緑水苑 - 桜、藤、ツツジ、芝桜、紫陽花、花菖蒲、ハスなどの日本庭園。BBQ場あり。
- 藤田川ふれあい桜
- 菅野ファーム（梨狩り、7月末～9月中旬頃まで）

### 祭事
- 4月 喜久田桜まつり（藤田川ふれあい桜まつり）
- 8月 サマーフェスティバルインきくた（喜久田ふれあいセンターにて、お笑いライブ、花火大会など）
- 10月 卸団地びっくり市（南東北総合卸センターにて、特価品販売、ステージイベント、縁日・飲食コーナー、遊具など）